# NGC 5869
NGC 5869 este o galaxie lenticulară situată în constelația Fecioara. A fost descoperită în 24 februarie 1786 de către William Herschel. Se află la o distanță de 25,82 de megaparseci de Pământ.